# Henrietta Maria Gulliver
Pour les articles homonymes, voir Gulliver.
Henrietta Maria Gulliver (1866-1945) est une peintre australienne spécialisée dans les paysages et les natures mortes florales.

## Biographie
Henrietta Maria Shanklin naît en 1866.
En 1884, elle déménage à Melbourne, où elle travaille dans une boutique de fleuriste et rencontre Tom Roberts, qui l'encourage à se consacrer à la peinture. Grâce à lui, elle rencontre également le peintre paysagiste Arthur Streeton, qui influence son style et reste un ami toute sa vie.
Alors élève de Frederick McCubbin à la National Gallery of Victoria Art School, que les membres appelaient le « Students' Art Club », elle devient l'une des membres fondatrices de la Société de Melbourne des femmes peintres et sculptrices en 1902,. Elle fait également partie des membres fondateurs de la Société des vingt peintres de Melbourne (en) en 1918. Elle est également active dans la Victorian Artists Society (en), dont elle est la présidente de 1909 à 1910 puis à nouveau de 1937 à 1938, et avec qui elle expose à plusieurs reprises.

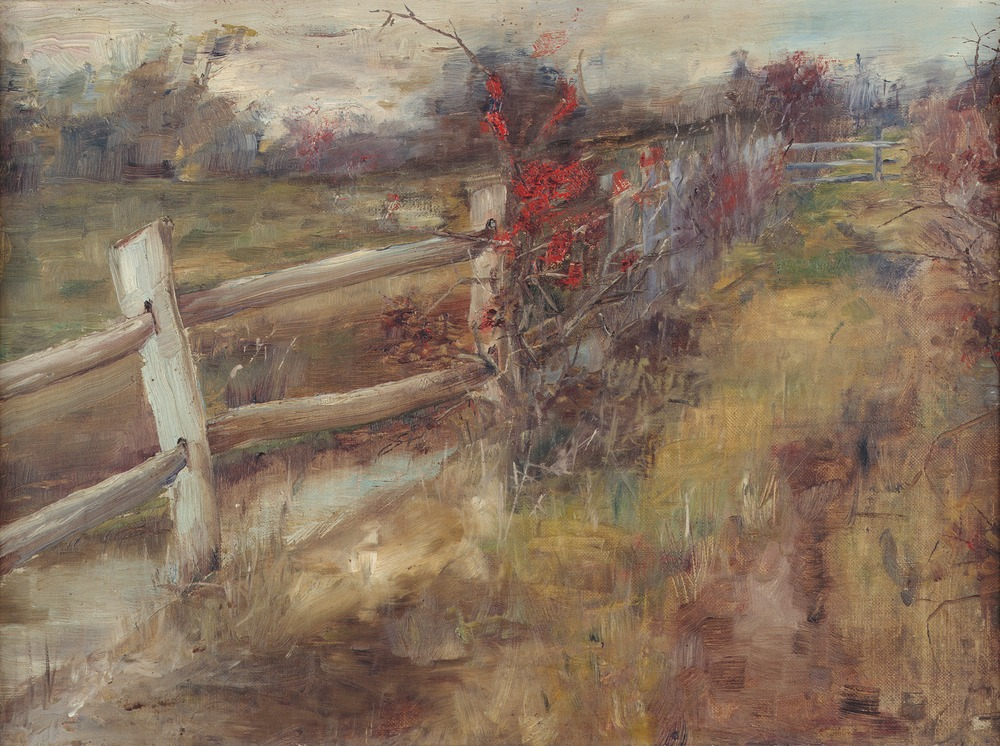
The Hawthorn Path (1909, Bibliothèque d'État du Victoria) représente les environs de la ferme établie par l'artiste et son époux en 1901.

Elle et son mari George Ekins Gulliver, chimiste, sont agriculteurs, cultivant et distillant de la lavande dans leur ferme à Cheltenham (en),,. Ils font aussi pousser des fleurs sur un site près de Sassafras (en), dans les Monts Dandenong. Plusieurs amis artistes leur ont rendu visite dans leur ferme et l'ont même peinte, parmi lesquels Clara Southern, Hilda Rix Nicholas, Elsie Barlow et Alice Marian Ellen Bale (en). En 1922, ils se retirent et vendent leurs terres agricoles aux maisons méthodistes pour enfants.
Henrietta Maria Gulliver meurt en 1945.

## Expositions notables
- Victorian Artists Society (en), exposition de printemps, Galleries East Melbourne (1917)[8]
- Melbourne Society of Women Painters and Sculptors, exposition annuelle, Queen Victoria Markets (1919)
- Twenty Melbourne Painters (en), Athenaeum Gallery (1925)[9]
- Decoration Gallery, 289 Collins Street (1925)[10]
- Melbourne Society of Women Painters and Sculptors, 28e exposition annuelle, Athenaeum Gallery (1937)[11]
- Flower studies, Stair Gallery, 131 Collins Street (1937)[12]
- Melbourne Society of Women Painters and Sculptors, 29e exposition annuelle, Athenaeum Gallery (1938)[13]
- Melbourne Society of Women Painters and Sculptors, 32e exposition annuelle, Athenaeum Gallery (1941)[14]
- Victorian Artists Society, exposition de printemps (1942)[15]
- Melbourne Society of Women Painters and Sculptors, 36e exposition annuelle, Athenaeum Gallery (1945)[16]

## Galerie

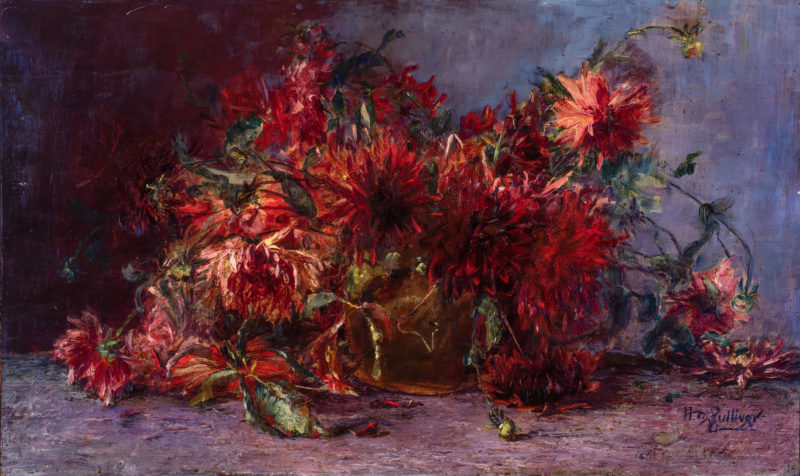
Dahlias (1913, Castlemaine Art Museum).
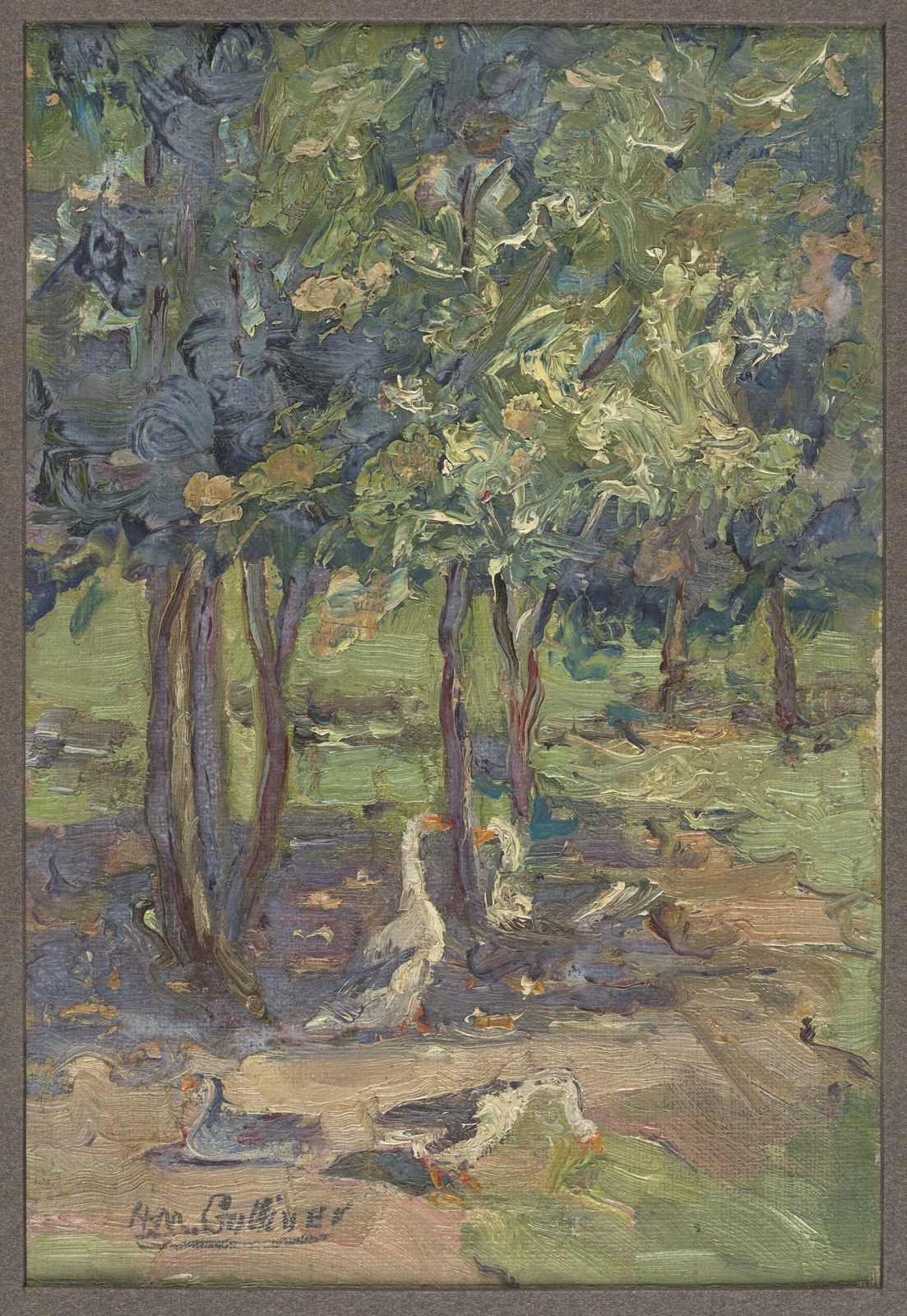
Ducks (1924, State Library Victoria).
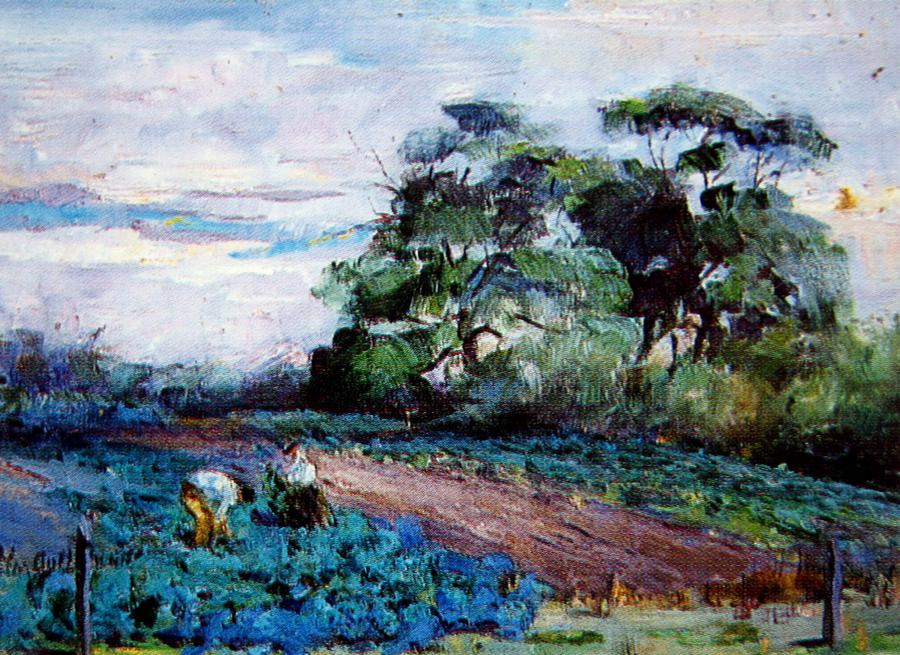
The Cabbage Patch (av. 1945, coll. priv.).
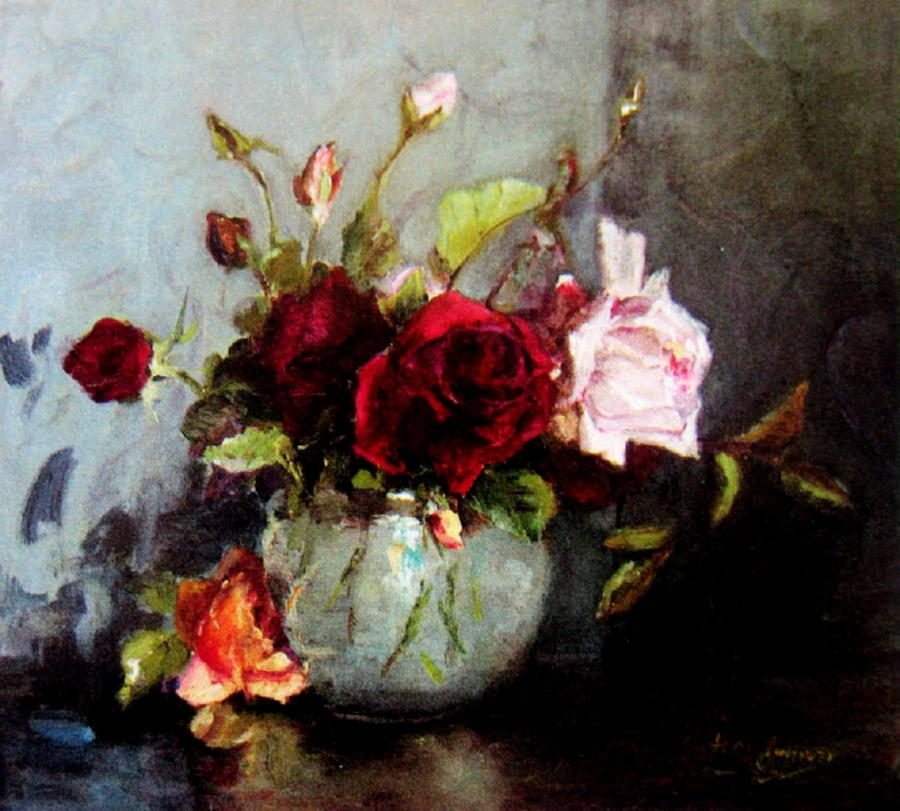
Still life with roses (av. 1945, coll. priv.).